# Wilhelm Eichhorn (Kaufmann)
Wilhelm Eichhorn (* 30. Januar 1805 in Landringhausen am Deister; † 29. April 1877 in Hannover) war ein deutscher Kaufmann, der mit seinem „Eichhorn-Kaffee“ zur Verbreitung des Kaffee-Trinkens beitrug und als einer der Wegbereiter des Gedankens des Markenartikels gilt.

## Leben

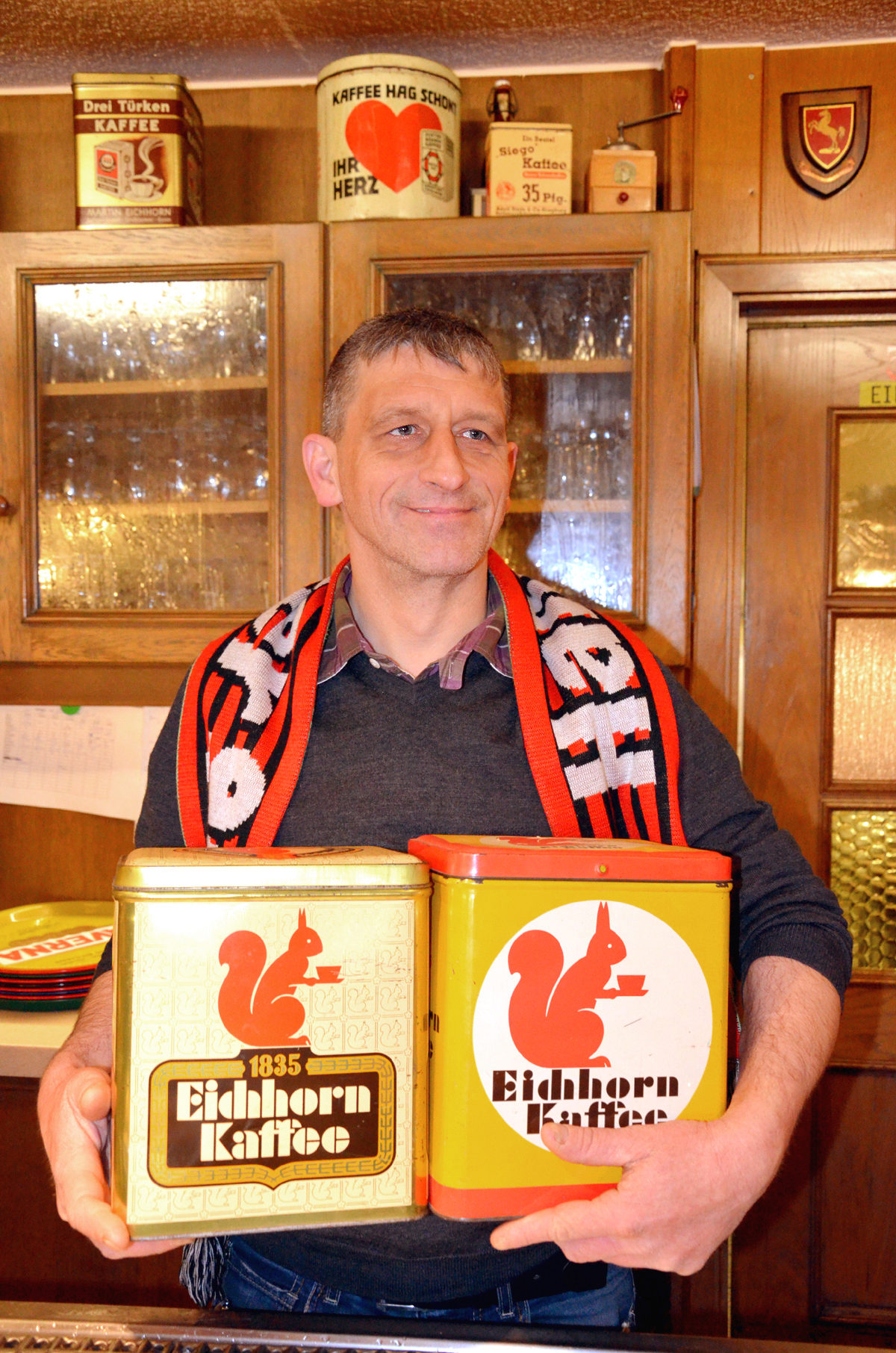
Dirk Runge, Geschäftsführer der Gaststätte „Zur Eiche“ in Groß-Buchholz, hier mit zwei historischen Blechdosen der Marke Eichhorn-Kaffee

Geboren als Sohn eines Pastors im Calenberger Land während der sogenannten Franzosenzeit, absolvierte Wilhelm Eichhorn eine kaufmännische Lehre in einer Materialwarenhandlung in Hannover. In den noch jungen Jahren des Königreichs Hannover arbeitete er dann als Disponent und Vertreter für eine Hildesheimer Firma, bevor er – wieder in Hannover – 1835 sein eigenes Unternehmen gründete als Kolonial- und Materialwarenhandlung in der Steintorstraße 7 und der Reitwallstraße 4.
Als einer der Wegbereiter des Markenartikel-Gedankens garantierte Wilhelm Eichhorn seinen Kunden den Kaffee als eine Ware von stets gleichbleibender Qualität. Zugleich verschmolz Eichhorn als einer der ersten einen Produktnamen mit dem Namen des Herstellers. Auch sein Markenzeichen folgte dieser Idee: Ein Eichhörnchen mit einer Kaffeetasse zwischen den Pfoten.
Nach dem Tode Wilhelm Eichhorns bauten seine Nachfolger das Unternehmen zu einer Großrösterei aus, die 1966 an die Firma Machwitz verkauft wurde.
Aus der Unternehmensgeschichte findet sich heute noch das Eichhorn-Haus in Hannover unter der Adresse Steintorstraße 7 mit dem Hinterhaus, in dem die Kaffeerösterei betrieben wurde.